# Mikael Agricola

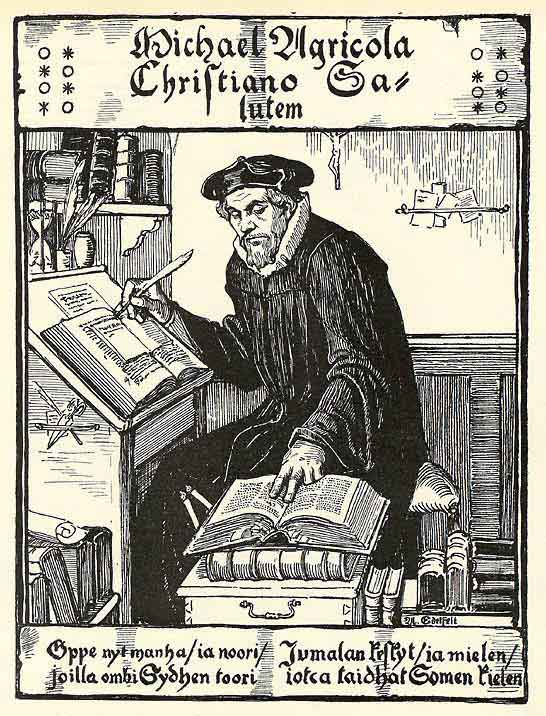
Mikael Agricola

Mikael Agricola (Torstila, circa 1510 – 9 april 1557) was een geestelijke die tegenwoordig bekendstaat als de "vader van de Finse geschreven taal". Tevens was hij sterk voorstander van de reformatie in Zweden.
Als bisschop van Turku (waartoe hij was benoemd zonder instemming van de paus) vertaalde hij het Nieuwe Testament, het gebedsboek, hymnen en andere teksten in het Fins. Zijn werk zette de basis voor de hedendaagse Finse spelling.

## Biografie

### Jonge jaren
Michael Olaui of Mikkel Olafsson (Fins: Mikael Olavinpoika) werd geboren in Uusimaa (Nyland) in het dorp Torstila, rond het jaar 1510. Hij werd vernoemd naar de patroonheilige van de kerk van Pernå. Van zijn jongere leven is niet veel bekend, behalve dat hij uit een relatief rijke boerenfamilie kwam. Olaui had nog drie zussen van wie de namen niet meer bekend zijn.
Zijn leraren herkenden Olaui's talent voor talen en zijn rector, Bartholomeus, stuurde hem dan ook naar een Latijnse school in Vyborg (het toenmalige Viipuri, thans deel van Rusland). Het is niet bekend of Olaui's moedertaal Zweeds of Fins was, maar wel dat hij beide talen vloeiend beheerste. Dit doet vermoeden dat hij tweetalig was opgevoed.

### Als student
Tijdens zijn studie in Vyborg nam Olaui de Latijnse achternaam Agricola ("boer") aan, gebaseerd op zijn vaders status en beroep. In Vyborg kwam hij mogelijk voor het eerst in contact met het protestantisme en humanisme. Het kasteel in Vyborg was eigendom van een Duitse graaf, die de Zweedse koning Gustaaf I had gediend, en groot voorstander was van de reformatie.
In 1528 volgde Agricola zijn leraar naar Turku, waar hij secretaris werd voor bisschop Martinus Skytte. Hier leerde Agricola ook de eerste Finse student van Maarten Luther kennen, Petrus Särkilahti. Toen Särkilahti in 1529 stierf nam Agricola zijn taak over om de reformatie in Finland in gang te zetten. In 1531 werd Agricola voorgedragen voor het priesterschap.
In 1536 stuurde de bisschop van Turku Agricola naar Wittenberg in Duitsland voor verdere studie. Hier richtte Agricola zich vooral op de lectuur van Philipp Melanchthon. Deze was een expert op het gebied van het Grieks, de taal waar in het Nieuwe Testament oorspronkelijk was geschreven. In Wittenberg studeerde Agricola onder Luther. In 1537 begon Agricola het Nieuwe Testament in het Fins te vertalen.

### Agricola als rector en ordinarius

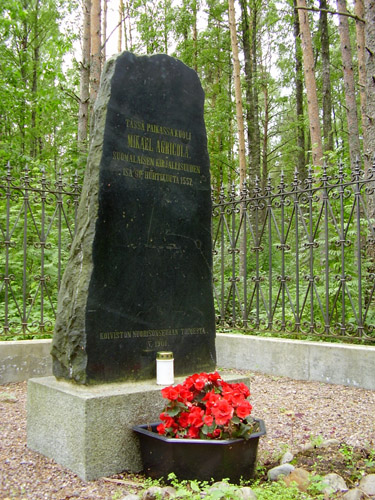
Monument op de plaats van Mikael Agricola's dood, nabij Primorsk

In 1539 keerde Agricola terug naar Turku, waar hij rector werd van de Kathedraalschool. Deze baan vond hij maar niks. Rond dezelfde tijd had Gustav Vasa alle eigendommen van de kerk in beslag genomen en zette de reformatie voort. In 1544 kreeg Agricola opdracht om enkele getalenteerde jonge mannen naar Stockholm te sturen voor werk in de belastingkantoren. Agricola volgde dit bevel niet op tot hij een jaar later nog een brief hierover kreeg.
In 1546 verloor Agricola zijn thuis en school door de brand van Turku. Op 22 februari 1548 moest Agricola op bevel van Gustav Vasa aftreden als rector. Rond deze tijd was hij inmiddels getrouwd. Van zijn vrouw is alleen bekend dat ze Pirjo Olavintytär (Olavsdochter) heette. Samen hadden ze een zoon, Christian Agricola.
Toen een oude bisschop in 1554 stierf, werd Agricola door Gustav Vasa benoemd tot ordinarius van de parochie Turku. Deze rang was vergelijkbaar met die van bisschop. Daarmee werd Agricola in feite de eerste lutherse bisschop van Finland.
In 1557 voegde Agricola zich bij een delegatie naar Rusland. Van 21 februari tot 24 maart was hij in Moskou om te onderhandelen over het Verdrag van Novgorod. Op 9 april werd Agricola ernstig ziek en stierf. Zijn sterfdag wordt tegenwoordig geëerd in Finland als de dag van de Finse taal.
Agricola werd begraven in de kerk van Vyborg, maar waar precies is niet bekend.

## Werk aan het geschreven Fins
Agricola wilde al vroeg in zijn studie het Nieuwe Testament vertalen, maar er was destijds nog geen standaard geschreven vorm van het Fins. Agricola ontwikkelde daarom zelf een versie. Zijn eerste boek in het Fins was Abckiria ("Abc-boek"). Het werd voor het eerst gedrukt in 1543.
In 1544 volgde Rucouskiria, een gebedsboek waarin Agricola ook schreef over de noodzaak tot de reformatie in Finland. Er staan 700 gebeden in over verschillende onderwerpen.
Agricola's bekendste boek is Se Wsi Testamenti, de eerste Finse vertaling van het Nieuwe Testament. Het werd in 1548 voltooid en telt 718 pagina's.